# 桑特拉耶
桑特拉耶（法語：Xaintrailles，法語發音：[sɛ̃tʁaj]）是法国洛特-加龙省的一个市镇，属于内拉克区。

## 地理
桑特拉耶（44°12'20"N, 0°15'30"E）面积10.26 平方千米，位于法国新阿基坦大区洛特-加龍省，该省份为法国西南部内陆省份，北起多爾多涅省，西接吉倫特省和朗德省，南至热尔省，东临塔恩-加龙省和洛特省。
与桑特拉耶接壤的市镇（或旧市镇、城区）包括：昂布吕、巴尔巴斯特、巴伊斯河畔比泽、拉瓦达克、蒙加亚尔、蓬皮耶。

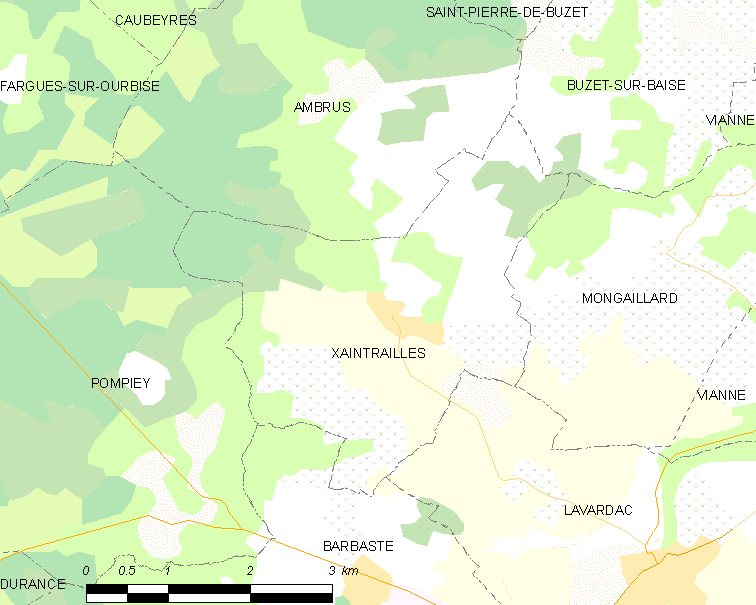
桑特拉耶的OSM定位图

桑特拉耶的时区为UTC+01:00、UTC+02:00（夏令时）。

## 行政
桑特拉耶的邮政编码为47230，INSEE市镇编码为47327。

## 政治
桑特拉耶所属的省级选区为拉瓦达克县。

## 人口

1962-2008年间桑特拉耶人口变化图示

桑特拉耶于2022年1月1日时的人口数量为378人。